# Градска ласта
Градска ласта (Delichon urbicum), која се понекад назива северна градска ласта или, нарочито у Европи, само кућна ласта, је миграциона птица певачица породице ласта које насељава Европу, северну Африку и Палеарктичку зону; и презимљује у Подсахарској Африци и тропској Азији. Храни се инсектима које хвата у лету, и мигрира у климу где је много летећих инсеката. Има плаву главу и горње делове, белу задњицу и чисто беле доње делове, а налази се и на отвореном и у близини људских насеља. По изгледу је слична двема другим врстама ласта из рода Delichon, које су ендемичне за источну и јужну Азију. Има две прихваћене подврсте.
Гради затворено гнездо од блата испод стреха или сличних локација на зградама обично у колонијама.
Лови је евроазијски ластавичар (Falco subbuteo), а као и друге птице погођене су унутрашњим паразитима и спољним бувама и грињама, иако велики опсег и популација значе да није глобално угрожен.

## Таксономија
Кућну ласту први је описао Карл Лине у свом значајном 10. издању Systema Naturae из 1758. године као Hirundo urbica, али су је Томас Хорсфилд и Фредерик Мур 1854. сместили у данашњи род Delichon. Delichon је анаграм од античког грчког појма χελιδων (chelīdōn), што значи "ласта", врсте urbicum (urbica до 2004. године, због погрешног разумевања латинске граматике), значи "у граду" на латинском.
Род Delichon је недавно одступање од рода сеоске ласте Hirundo, а његова три члана су слична по изгледу са плавим горњим деловима, контрастном белом задњицом и беличастим доњим деловима. У прошлости се градска ласта понекад сматрала конспецифичном са азијском кућном ластом (D. dasypus), која се гнезди у планинама централне и источне Азије и презимљује у југоисточној Азији, а такође веома подсећа на непалску ласту (D. nipalense), становника планина јужне Азије. Иако су три Delichon ласте сличне по изгледу, само D. urbicum има чисту белу задњицу и доњи део.
Градску ласту су некада сматрали конспецифичном са сибирском ластом (Delichon lagopodum) која живи источно од стране Јенисеја до Колима и јужно до северне Монголије и у северној Кини; презимљује у јужној Кини и југоисточној Азији. Две врсте су раздвојене на основу морфолошких и гласовних разлика. Описане су и друге расе, попут meridionalis из целог Медитерана, али наведене разлике у односу на номиновану расу су клиничке и стога вероватно неважеће.

## Опис
Градска ласта, одрасла, дугачка је 13 cm, са распоном крила од 26-29 cm и просечном тежином од 18,3 г. Горе је челично-плава са белом задњицом и белим доњим деловима, укључујући подкрилца; чак и њене кратке ноге имају бело паперјасто перје. Има смеђе очи и мали црни кљун, а прсти и изложени делови ногу су ружичасти. Полови су слични, али млада птица је чађаво црна, а нека од њених крила и пера имају беле врхове и ивице. D. u. lagopodum се разликује од номиноване расе по томе што се његова бела задњица протеже много даље до репа, а рачва репа је у дубини између дубине код D. u. urbicum и оне код азијске ласте.
Бела задњица и доњи делови градске ласте, веома уочљиви у лету, спречавају забуну са другим распрострањеним палеоарктичким ластавицама, попут сеоске ласте (Hirundo rustica), брегунице (Riparia riparia) или црвенкасте даурске ласте (Pseudhirundo griseopyga). У Африци је могућа забуна са сивом ластом (Pseudhirundo griseopyga), али та врста има сиву задњицу, прљавобеле доње делове и дугачак, дубоко рачваст реп. Градска ласта лети са крилним ударима у просеку 5,3 удара у секунди, што је брже од такта крила од 4,4 удара у секунди за сеоску ласту, али брзина лета од 11 м/с је типична за Hirundo ласте.
Градска ласта бучна је врста, посебно у својим узгојним колонијама. Мушка песма, која се чује током целе године, тихи је твитер мелодичног цвркутања. Контактни позив, који се такође чује на зимовалиштима, је снажан звук, а аларм је крештав.

## Распрострањеност и станиште
Градска ласта гнезди се преко умереног Евросибира источно до централне Монголије и реке Јенисеј, као и у Мароку, Тунису и северном Алжиру и мигрира на широком фронту до зиме у подсахарској Африци.
Пожељно станиште градске ласте је отворено земљиште са ниском вегетацијом, попут пашњака, ливада и обрадивог земљишта, а по могућности у близини воде, мада се налази и у планинама до најмање 2200 м надморске висине. Много је урбанија од сеоске ласте и гнездиће се чак и у градским центрима ако је ваздух довољно чист. Већа је вероватноћа да ће се наћи у близини дрвећа него друге евроазијске ластавице, јер оне пружају храну за инсекте и места за одмориште. Ова врста обично не користи склоништа од трске, погодна за селице сеоских ласта.
Користи слична отворена станишта на зимовалиштима, али мање је упадљива од сеоских ласта, тежећи да лети више и буде више номадска. Чини се да се у тропским деловима зимовања, попут источне Африке, углавном налази у вишим областима.
Градска ласта је селица који се креће широким фронтом (тј. европске птице не користе кратке морске прелазе које користе велике птице које лете, већ прелазе Средоземље и Сахару). Током миграције хране се у ваздуху инсектима и обично путују по дневном светлу. Миграције доносе своје опасности; 1974. године неколико стотина хиљада птица ове врсте пронађено је мртво или умируће у швајцарским Алпима и околини, ухваћено због великих снежних падавина и ниских температура. Опстанак одраслих током јесење миграције зависи углавном од температуре, а падавине су још један главни фактор, али за младе је ниска температура током сезоне парења критичнија. Очекује се да ће, будући да се предвиђа да ће екстремне временске прилике бити све учесталије са климатским променама, будуће стопе преживљавања више зависити од неповољних временских услова него сада.
Градска ласта враћа се у узгајалишта неколико дана након првих сеоских ласта; попут те врсте, нарочито у лошим временским условима, ретко иде право на гнездишта, али тражи храну преко великих слатководних тела. Постоје записи о селицама које су остале да се размножавају у Намибији и Јужној Африци уместо да се врате на север. Као што би се очекивало за селице великих удаљености, то се догодило селицама источно до Аљаске и западно до Њуфаундланда, Бермуда и Азорских острва.

## Понашање

### Узгој
Градска ласта првобитно је градила гнездо на литицама и у пећинама, а неке колоније које се гнезде на литицама и даље постоје, а гнезда су изграђена испод надвишене стене. Сада у великој мери користи људске структуре попут мостова и кућа. За разлику од сеоске ласте, она користи спољашњу страну настањених зграда, а не унутрашњост штала. Гнезда су изграђена на споју вертикалне површине и препуста, на пример на кућним стрехама, тако да се могу ојачати причвршћивањем на обе равни.
Гнездеће птице враћају се у Европу између априла и маја, а изградња гнезда почиње између краја марта у Северној Африци и средине јуна у Лапонији. Гнездо је уредна затворена конвексна здела причвршћена испод одговарајуће платформе, са уским отвором на врху. Граде га оба пола од блата сакупљеног у кљуну, и обложена су травом, длаком или другим меким материјалима. Блато, додато у узастопним слојевима, сакупља се из бара, потока или локви. Врапци често покушавају да заузму гнездо током изградње, а ласте га поново граде ако успеју. Улаз на врху гнезда је тако мали када се заврши да врапци не могу преузети гнездо.
Градска ласта тежи да се размножава колонијално, а гнезда се могу градити међусобно се додирујући. Типична је величина колонија мањих од 10 гнезда, али постоје записи о колонијама са хиљадама гнезда. Обично се снесе четири или пет белих јаја, која су просечно 1,9 x 1,33 cm велика и тешка 1,7 г. Женка обавља највећи део инкубације, која обично траје 14 - 16 дана. Тек излегли пилићи су нејаки, а након даљих 22–32 дана, у зависности од времена, пилићи напуштају гнездо. Младунци остају са родитељима око недељу дана након напуштања гнезда. Повремено ће птице прве године из првог легла помоћи у храњењу другог легла.
Обично постоје два легла сваке године, гнездо се поново користи за друго легло, те се поправља и поново користи у наредним годинама. Успех излегања је 90%, а преживљавања 60–80%. Треће легло није неуобичајено, мада се касна гнезда често остављају да гладују. Просечна годишња смртност одраслих који се гнезде на западном Палаеарктику износи 40-60%, а већина смртних случајева је изван сезоне парења. Студија британских узгајивача дала је просечну стопу преживљавања одраслих испод 40%, али у распону од 25% до 70%. Падавине на афричким зимовалиштима главни су фактор преживљавања одраслих, иако влажно време у узгајалиштима има врло мали утицај. Иако су забележене јединке старе 10 и 14 година, већина преживи мање од пет година. Недељама након напуштања гнезда, млади се окупљају у све већим јатима која се, како сезона одмиче, могу видети како се окупљају на дрвећу или на крововима кућа, или на жицама са ластавицама. До краја октобра већина напушта своја подручја за узгој у западној и средњој Европи, иако касне птице у новембру и децембру нису неуобичајене, а миграција на југ ионако завршава касније.
Кад се једном успоставе, парови остају заједно да се размножавају доживотно; међутим, копулације екстра парова су уобичајене, чинећи ову врсту генетски полигамном, упркос томе што је друштвено моногамна. Шкотско истраживање показало је да 15% младунчади није у сродству са својим наводним очевима, а 32% легла је садржало најмање једно пиле од додатног пара. Мужјаци екстра парова, обично из гнезда где је већ било полагање, често су виђани да улазе у друга гнезда. Упарени мужјак у почетку води рачуна да његова женка проводи мало времена сама у гнезду и прати је на летовима, али чување партнера попушта након почетка полагања јаја, па најмлађе гнездо највероватније има другог оца.
Градска ласта редовно се бележи као хибридизирана са сеоском ластом, што је један од најчешћих међуврсних укрштања. Учесталост овог хибрида довела је до сугестија да Delichon није довољно генетски одвојен од Hirundo-а да би се могао сматрати посебним родом.

### Исхрана
Градска ласта је слична и у навикама са другим бубоједима, укључујући друге ласте и неповезане чиопе, и лови инсекте у лету. У подручјима за узгој двокрилци и лисне ваши чине велики део исхране, а у Европи градска ласта узима већи удео лисних ваши и малих мува од сеоске ласте. Као и код те врсте, опнокрилци, посебно летећи мрави, важна су храна у подручјима зимовања.
Ова врста лови на просечној висини од 21 м током сезоне парења, али ниже у влажним условима. Ловишта су обично унутар 450 м око гнезда, са преферирањем на отвореном тлу или води, потоње нарочито по лошем времену, али ласте ће такође пратити плуг или велике животиње како би ухватили узнемирене инсекте. На зимовалиштима лови на већој висини од преко 50 м.

### Предатори и паразити
Иако градску ласту лови ластавичар, способности ласте у ваздуху омогућавају јој да избегне већину предатора.
Његови спољашњи паразити су буве и гриње, укључујући Ceratophyllus hirundinis, а унутрашњи су ендопаразити, попут Haemoproteus prognei (птичја маларија), коју преносе инсекти који сишу крв, укључујући комарце. Пољско истраживање показало је да гнезда обично садрже више од 29 примерака ектопаразита, при чему су C. hirundinis и Oeciacus hirundinis најзаступљенији.

## Статус очувања
Градска ласта има велику распрострањеност, са процењеним глобалним обимом од 10 000 000 км². Његова европска популација се процењује на 20–48 милиона јединки. Глобални популацијски трендови нису квантифицирани, иако постоје докази о флуктуацијама. Из ових разлога, врста је оцењена као најмање забрињавајућа на Црвеној листи IUCN, и нема посебан статус према Конвенцији о међународној трговини угроженим врстама дивље фауне и флоре која регулише међународну трговину примерцима дивљих врста животиња и биљака. У Европи и Великој Британији, међутим, број указује на опадајући тренд, а водеће групе за очување у Великој Британији ажурирале су статус очувања у наранџасти, што указује на средњу забринутост за очување тамо.
Ово је врста која је историјски имала велике користи од чишћења шума што је створило отворена станишта која преферира и од људских станишта која су јој дала обиље сигурних гнезда. Међутим, популација може локално варирати из више разлога. Нова станишта су створила више гнезда, а законодавство о чистом ваздуху омогућило је узгој у центру великих градова попут Лондона. Популација у Шефилду, у централној Великој Британији, процењена је на 12.353 јединке. Насупрот томе, лоше време, тровање пољопривредним пестицидима, недостатак блата за изградњу гнезда и конкуренција са кућним врапцима могу смањити број. Широко распрострањени пад броја пријављен је из централне и северне Европе од 1970. Као атрактивну птицу која се храни летећим инсектима, градску ласту су људи обично толерисали када користи њихове зграде ради гнежђења, иако накупљање измета испод птица у развоју може бити сметња која доводи до извесног уништавања гнезда. 

## У књижевности и култури
Овој врсти недостаје богатство књижевних референци повезаних са њеним рођаком, сеоском ластавицом, мада је могуће да се неки од старијих помена за ту птицу подједнако могу односити и на градску ласту. Вилијам Шекспир је јасно описивао ласту када Банкуо скреће пажњу на гнезда и птице Данкану у Магбетовом дворцу, Инвернесу.
Постоје старе легенде, без основа, да су градске ласте зазидале кућне врапце затварајући улаз у гнездо од блата са уљезом унутра, или да су се масовно окупљале да убију врапца. 
Мартлет, за који се често веровало да се односи на градску ласту, или вероватно ластавицу, био је хералдичка птица са кратким праменовима перја уместу ногу. Био је то знак каденције четвртог сина једне племићке породице и јавља се на многим  грбовима, укључујући грбове Плантагенета. Недостатак ногу означавао је његову немогућност слетања, што је објашњавало његову везу са млађим сином без земље. Такође је представљао спретност.